# Alkmar von Kügelgen

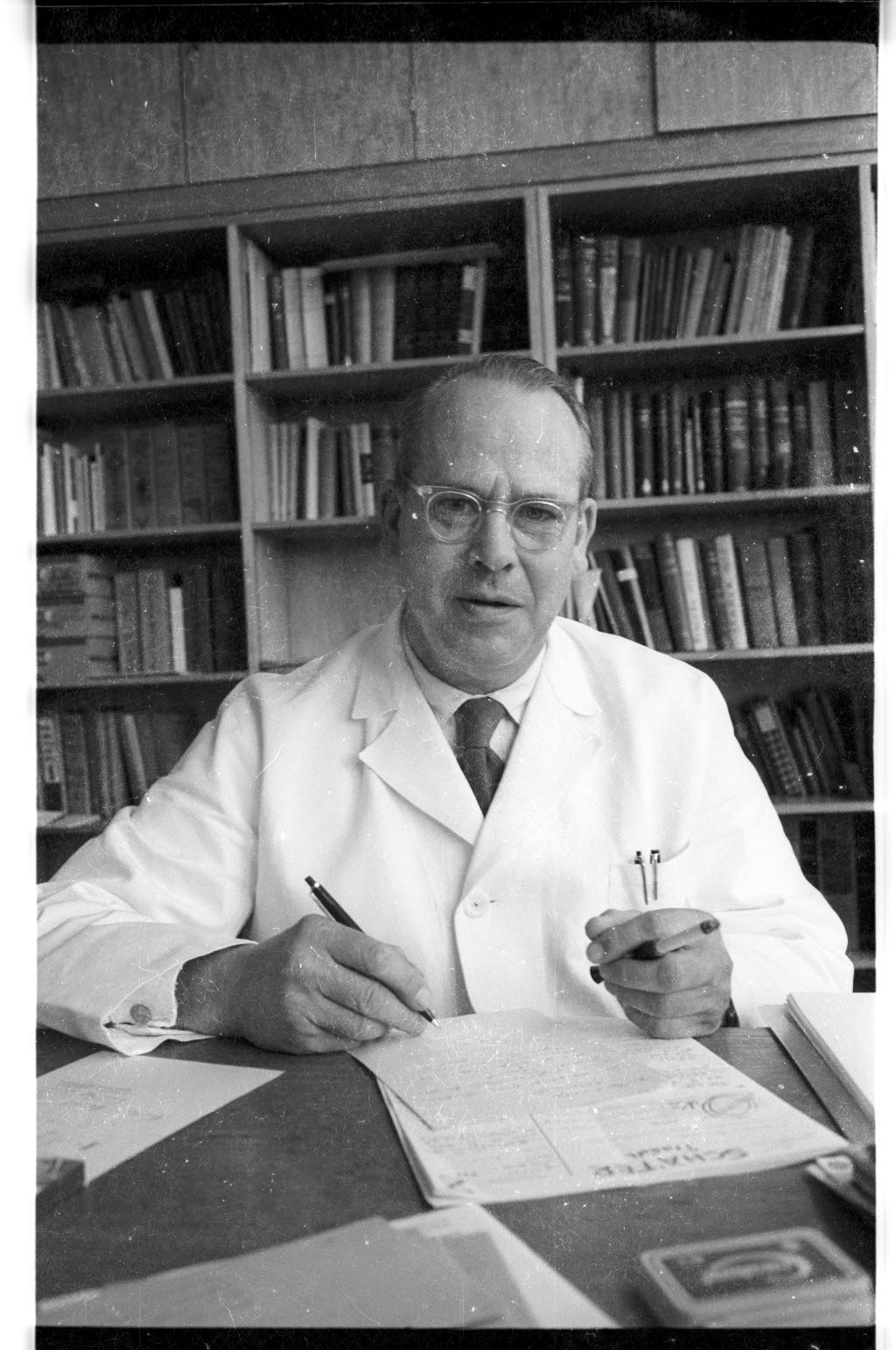
Alkmar von Kügelgen (1965)

Alkmar von Kügelgen (* 12. Januar 1911 in Wyk auf Föhr; † 9. April 1975 in Kiel) war ein deutscher Anatom.

## Leben
Nach dem Abitur in Dresden studierte v. Kügelgen ab 1930 an der Christian-Albrechts-Universität zu Kiel Medizin. Er war Stipendiat der Studienstiftung des deutschen Volkes und famulierte bei Alfred Benninghoff, Kurt Goerttler und Robert Schröder. Medizinalpraktikant war er bei Alfred Brauchle in Dresden, im Kreiskrankenhaus Niebüll und bei Robert Schröder, der auf den gynäkologischen Lehrstuhl der Universität Leipzig gekommen war. Da die Stelle unbezahlt war und er die Untersuchungen am Eierstock aufgeben musste, wechselte er im Herbst 1938 zu Goerttler, der auf Wunsch Bernhard Rusts als Ordinarius von der Universität Hamburg an die Ruprecht-Karls-Universität Heidelberg beurlaubt worden war.  Seine Arbeit über die funktionelle Anatomie des Eileiters musste v. Kügelgen ebenfalls abbrechen, weil er im Herbst 1939 als Sanitätsoffizier zum Heer (Wehrmacht) einberufen wurde. 1941 kehrte er als zeitweise einziger Assistent nach Heidelberg zurück. Obwohl er zugleich Dienst im Reservelazarett Heidelberg zu leisten hatte, promovierte er noch im selben Jahr summa cum laude zum Dr. med. Zum Sanitätsdienst im Westen wieder einberufen, geriet er schwer krank in Kriegsgefangenschaft. Im Juni 1945 wurde er von einer französischen Ärztekommission als dienstunfähig entlassen.
In der Nachkriegszeit half er zunächst in der schwiegerväterlichen Arztpraxis bei Konstanz und in der Landwirtschaft. Zugleich trieb er seine wissenschaftliche Arbeit voran. Bei Goerttler, der an die Albert-Ludwigs-Universität Freiburg gegangen war, konnte er sie 1952 mit der Habilitation abschließen. Inzwischen Oberassistent, wurde er 1953 zum Privatdozenten und 1958 zum apl. Professor ernannt. 1960 folgte er dem Ruf der Kieler Universität auf ein Extraordinariat. Im folgenden Jahr wurde er zum Ordinarius ernannt. Den 1965 ergangenen Ruf der RWTH Aachen lehnte er ab. Seine Vorlesungen waren die bestbesuchten der Kieler Vorklinik.
Verheiratet war v. Kügelgen seit 1944 mit Ursula Freiin v. Stackelberg. Aus der Ehe gingen fünf Kinder hervor. In der I. Medizinischen Universitätsklinik der CAU erlag v. Kügelgen mit 64 Jahren einem Rektumkarzinom.

„Die Mediziner haben unscharfe Krankheitsbezeichnungen; aber jeder weiß, was gemeint ist. Die Juristen haben scharfe Definitionen, aber keiner versteht sie.“

## Zulassung zum Medizinstudium
Wie kein anderer Mediziner befasste v. Kügelgen sich mit dem Problem, nach welchen Kriterien Bewerber zum Studium der Medizin zugelassen werden sollten. Er stellte charakterliche Eigenschaften über Abiturnoten. Die CAU  machte mit dem Verfahren gute Erfahrungen. Als das Abitur auf behördliche Weisung allein maßgeblich wurde, entstand in Dortmund die Zentralstelle für die Vergabe von Studienplätzen (ZVS). Die CAU quotierte v. Kügelgens Zulassungsmodus und hielt noch einige Jahre an ihm fest.

„Wer ein tüchtiger Arzt werden will, sollte als Junge ein Segelflugzeug gebastelt haben, in einer Kammermusikbesetzung Cello bis zum frühen Haydn gespielt haben und möglichst nicht sitzengeblieben sein.“

## Werke
- mit Barbro Kuhlo, Wolfgang Kuhlo und Klaus-Jürgen Otto: Die Gefäßarchitektur der Niere. Stuttgart 1959.
- Einführung in das vorklinische Medizinstudium an der Universität Kiel. Kiel 1963.
- Bauchlandung nach Höhenflug. 1969.
- Kurs der Anatomie am Lebenden. Übungen zur Anatomie des Bewegungsapparates. Kiel 1974.

## Ehrungen
- Paracelsus-Medaille (1975)